# Josef Ospelt
Josef Ospelt (ur. 9 stycznia 1881 w Vaduz, zm. 1 czerwca 1962 tamże) – polityk, bankier, przedsiębiorca, historyk, pierwszy premier Liechtensteinu, deputowany do Landtagu.

## Życiorys
Josef Ospelt urodził się w Vaduz, jako syn rolnika Juliusa Ospelta i Marii Seger, jako jedno z sześciorga rodzeństwa. Po ukończeniu szkoły państwowej w Vaduz, pracował administracji rządowej. W latach 1912–1920 był sekretarzem rządu, a w 1914 r. został powołany na prokuratora. Po śmierci administratora państwa Karola von In der Maura, Ospelt pełnił tymczasowo jego funkcje do czasu mianowania jego następcy – Leopolda von Imhofa. W 1918 roku powierzono mu funkcje zarządcy majątku książęcego. Josef Ospelt ponownie pełnił funkcje tymczasowego administratora państwa, po rezygnacji Josepha Peera 23 marca 1921 r.
Był on jednym z twórców nowej konstytucji, którą jako tymczasowy administrator kontrasygnował 5 października 1921 r. Natomiast 5 marca 1922 r. Książę mianował go pierwszym premierem. Nie pełnił tej funkcji długo, ponieważ już 27 kwietnia 1922 roku złożył rezygnację ze stanowiska, z powodów zdrowotnych. Rzeczywistym powodem rezygnacji było jednak zwycięstwo Chrześcijańsko-Społecznej Partii Ludowej w wyborach do Landtagu. Partia Ludowa otwarcie krytykowała premiera z powodu jego konserwatywnych poglądów. Ospelt, chcąc uniknąć konfliktu, odszedł ze stanowiska. Nowy rząd prowadzony przez Gustava Schädlera, również skrytykował Josefa już w swoim pierwszym raporcie.
Po rezygnacji udał się do zamku Liechtensteinów w austriackim Mödling, gdzie spędził kilka miesięcy, po czym wrócił do Vaduz, gdzie założył kancelarię prawną. Pracował jako przedstawiciel towarzystwa ubezpieczeniowego z Zurychu w Liechtensteinie. W latach 1930–1932 był deputowanym w Landtagu, z ramienia FBP, a w latach 1930–1953 prezesem sądu krajowego. W latach 1928–1950 Ospelt pełnił funkcję prezesa zarządu Liechtensteinische Landesbank, a potem działał w jego radzie nadzorczej (1950-1957). Przez wiele lat Josef był również zarządcą gazety Liechtensteiner Volksblatt.
Josef Ospelt był również zaangażowany w działalność kulturową, jako członek założyciel, a później członek zarządu Towarzystwa Historycznego Księstwa Liechtensteinu. Napisał pracę badawczą z zakresu historii Liechtensteinu i redagował roczniki. Ponadto pod przewodnictwem Ospelta rozpoczęły się wykopaliska archeologiczne na stanowiskach Borscht i Lutzengüetle. Specjalizował się w historii lokalnej oraz w etymologii nazw, a jego książka pt. „Zbiór nazw miejsc Liechtensteinu”, była podstawą do dalszych badań w tym zakresie.

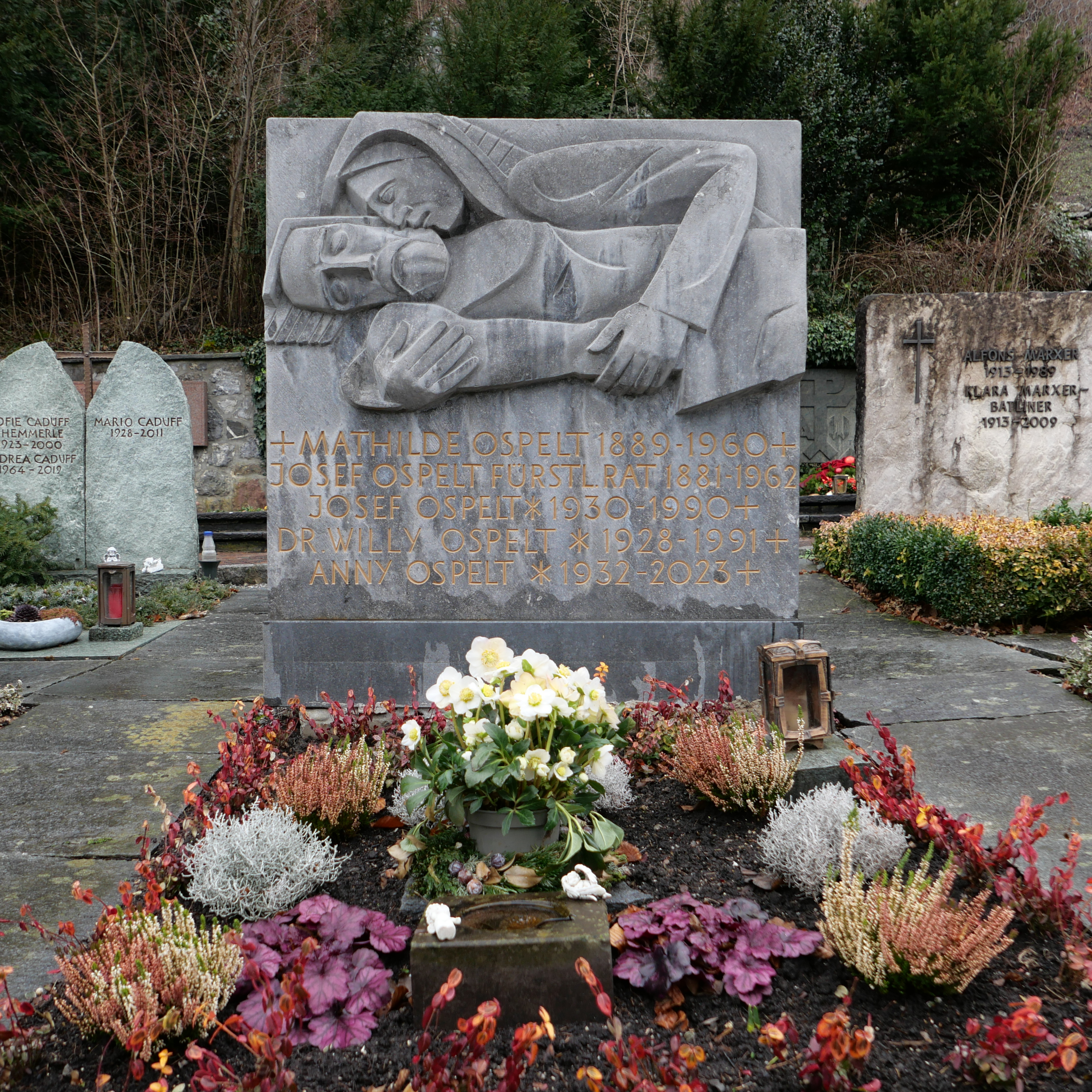
Grób rodzinny w 2024 roku.